# Maurice Delavenne
Pour les articles homonymes, voir Delavenne.
 (mai 2011).
Si vous disposez d'ouvrages ou d'articles de référence ou si vous connaissez des sites web de qualité traitant du thème abordé ici, merci de compléter l'article en donnant les références utiles à sa vérifiabilité et en les liant à la section « Notes et références ».
Maurice Delavenne, né le 15 octobre 1914 à Lille et mort le 21 mars 2001 à Plan-de-Cuques, est une personnalité politique monégasque. Il a été ministre de l'Intérieur de Monaco dans les années 1960.
Maurice Delavenne est ensuite devenu consul de Monaco à Paris.

## Dans la culture
Dans le film Grace de Monaco d'Olivier Dahan, sorti en 2014, Maurice Delavenne est incarné par l'acteur québécois Yves Jacques.